# Autokorelacja

Przykładowy wykres autokorelacji. Wartości autokorelacji są umieszczone na osi pionowej, a przesunięcia czasowe na osi poziomej

Autokorelacja – narzędzie matematyczne często używane w przetwarzaniu sygnałów do analizowania funkcji lub serii wartości. Mniej formalnie jest to statystyka opisująca, w jakim stopniu dany wyraz szeregu zależy od wyrazów poprzednich w szeregu czasowym. Autokorelacja jest funkcją, która argumentowi naturalnemu {\displaystyle k} przypisuje wartość współczynnika korelacji Pearsona pomiędzy szeregiem czasowym a tym samym szeregiem cofniętym o {\displaystyle k} jednostek czasu.

## Definicja

### Statystyka
W statystyce funkcja autokorelacji opisuje korelację procesu w różnych punktach czasu. Załóżmy, że {\displaystyle X_{t}} jest wartością procesu w czasie {\displaystyle t.} Jeśli {\displaystyle X_{t}} ma wartość oczekiwaną równą {\displaystyle \mu } i wariancję równą {\displaystyle \sigma ^{2},} wówczas wzór ma postać:
{\displaystyle R(t,s)={\frac {E[(X_{t}-\mu )(X_{s}-\mu )]}{\sigma ^{2}}},}
gdzie {\displaystyle E} jest wartością oczekiwaną.
Definiuje się również autokorelację jako funkcję jednej zmiennej – różnicy {\displaystyle k=t-s{:}}
{\displaystyle R(k)={\frac {E[(X_{t}-\mu )(X_{t-k}-\mu )]}{\sigma ^{2}}}.}
Na przykład autokorelacja cen akcji dla {\displaystyle k=1} tydzień będzie korelacją cen akcji z cenami tych samych akcji sprzed tygodnia.

### Przetwarzanie sygnałów
W przetwarzaniu sygnałów poniższa definicja jest często stosowana bez normalizacji, to znaczy bez odejmowania średniej oraz dzielenia przez wariancję.
{\displaystyle R_{ff}(\tau )={\overline {f}}(-\tau )*f(\tau )=\int _{-\infty }^{\infty }f(t+\tau ){\overline {f}}(t)\,dt=\int _{-\infty }^{\infty }f(t){\overline {f}}(t-\tau )\,dt,}
gdzie {\displaystyle \tau } jest opóźnieniem, a {\displaystyle {\overline {f}}} liczbą sprzężoną.